# Clemens Konermann
Clemens Konermann (* 30. November 1874 in Ibbenbüren; † 2. Januar 1971 in Walstedde) war ein deutscher römisch-katholischer Pfarrer. Der langjährige Dechant des Dekanats Werne war Ehrenbürger der damaligen Gemeinde Walstedde.

## Leben

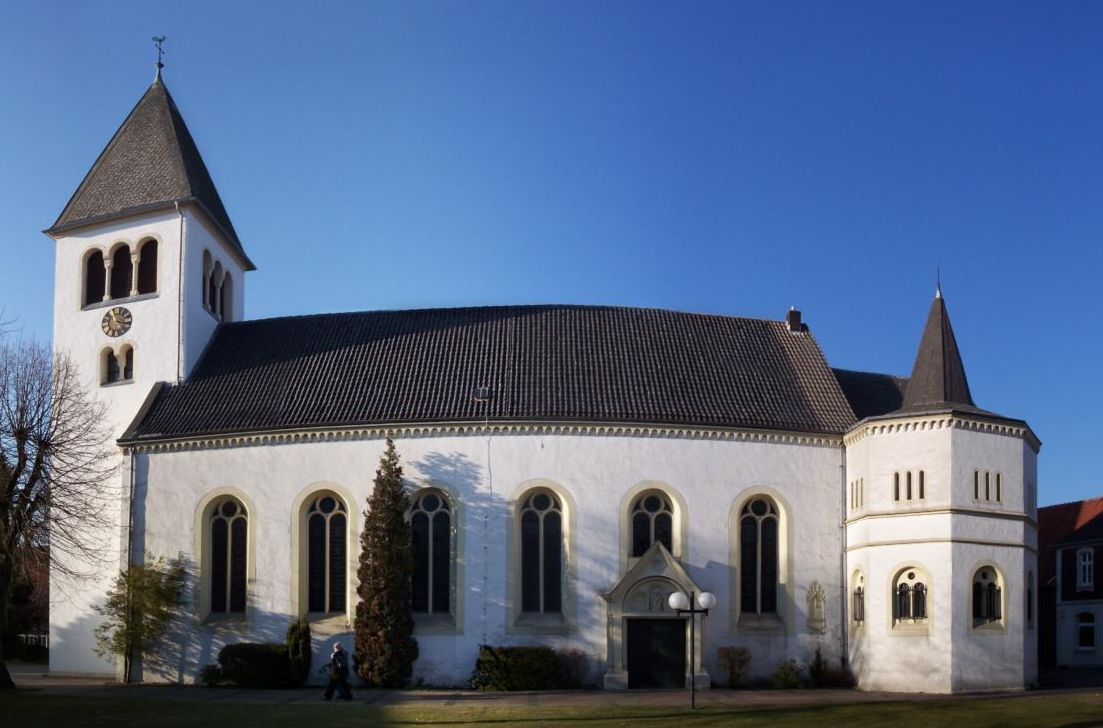
Clemens Konermann war von 1924 bis 1964 Pfarrer der St.-Lambertus-Gemeinde in Walstedde

Clemens Konermann wurde als Sohn des Malermeisters Heinrich Konermann geboren. Seine Schul- und Studienjahre verbrachte er in seiner Heimatstadt Ibbenbüren und in Münster, wo er am 1. Juni 1901 im Hohen Dom durch Bischof Hermann Jakob Dingelstad zum Priester geweiht wurde. Als Kaplan wirkte er anschließend zunächst zwölf Jahre in Burgsteinfurt, dann von 1913 bis 1924 an der Überwasserkirche zu Münster. Von dort ernannte ihn Bischof Johannes Poggenburg 1924 zum Pfarrer der Pfarrgemeinde St. Lambertus Walstedde. 1932 wurde Clemens Konermann zum Dechanten des Dekanats Werne ernannt. Dieses Amt bekleidete er 22 Jahre lang, auch in der für die Kirche schwierigen Zeit des Nationalsozialismus. 1964 trat er in den Ruhestand, blieb aber bis ins hohe Alter aktiv, sodass er insgesamt rund 46 Jahre als Seelsorger in Walstedde wirkte.
Propst Clemens Konermann starb am 2. Januar 1971 im Alter von 96 Jahren in Walstedde. Er war zu diesem Zeitpunkt der älteste Priester des Bistums Münster und der einzige noch lebende Geistliche aus dem Weihejahrgang 1901. Sein Grab befindet sich auf dem Friedhof Walstedde.

## Ehrungen
Bei Neueinteilung der Dekanate des Bistums Münster 1954 wurde Dechant Clemens Konermann wegen seines hohen Alters zum Ehrendechanten ernannt. In Anerkennung seiner Verdienste als Seelsorger und Dechant verlieh ihm Bischof Michael Keller 1956 zudem den Ehrentitel eines Propstes (Propst h.c.).
Anlässlich seines diamantenen Priesterjubiläums wurde Propst Konermann 1961 durch den Bundespräsidenten mit dem Bundesverdienstkreuz I. Klasse ausgezeichnet. Die Gemeinde Walstedde ehrte ihren beliebten Pfarrer im gleichen Jahr durch die Verleihung der Ehrenbürgerrechte. 2000 beschloss der Stadtrat von Drensteinfurt, dem Geistlichen im neuen Walstedder Baugebiet Röwenkamp den Propst-Konermann-Weg zu widmen.